# Jozef Kreps
Dom Jozef Maria Emmanuel Maria Kreps (Antwerpen, 23 mei 1886 – Leuven, 13 juli 1965) was een Belgisch musicoloog, orgelkenner en componist.

## Levensloop
Jozef Kreps was een zoon van Emmanuel Amedeus Franciscus Josephus Kreps en Anna Josepha Maria De Ridder. Hij volbracht de humaniora aan het Sint-Jan Berchmanscollege in Antwerpen en trad vervolgens in 1903 in het seminarie van Mechelen. Hij bleef er maar enkele maanden en vertrok naar de abdij Keizersberg in Leuven, waar hij in 1906 eeuwige geloften als benedictijn aflegde en in 1909 tot priester werd gewijd.
Hij kreeg zijn muziekopleiding van Léon Dubois (compositieleer en orgel, 1911-1914), Joseph Jongen en Lodewijk Mortelmans (harmonieleer, contrapunt en fuga, 1914-1915). Gevolg hieraan werd hij de organist van de abdij en bleef dit gedurende 55 jaar. Hij richtte het jongenskoor Choristen van de Keizersberg op. Hij reisde als kenner van het orgel de wereld rond en noteerde zijn bevindingen in bladen als Musica Sacra en De Praestant alsook in bijvoorbeeld La musique en Belgique, dat onder leiding stond van Ernest Closson en Charles Van den Borren. 
Ook het gregoriaans had zijn belangstelling. Hij interesseerde zich in het bijzonder voor de kerkelijke liturgie en werd medewerker van het door zijn abdij uitgegeven tijdschrift Questions liturgiques et paroissiales. Hij adviseerde bij de bouw van orgels, zoals in de abdij van Tongerlo en de kathedralen van Gent en Brugge. Hij was ook betrokken bij de herstelling van orgels na de Tweede Wereldoorlog.
Zijn kennis strekte zich ook uit over klokken en beiaarden. Dit had tot gevolg dat hij als deskundige een belangrijke rol speelde bij het repatriëren van de door de nazi's ontvreemde klokken na de Tweede Wereldoorlog.
In 1951 stichtte hij de Bourgondische Muziekkapel met het doel de oorspronkelijke uitvoeringspraktijken te doen herleven. Zijn medestichters waren prinses de Ligne, Paul Collaer (musicoloog), Maurice Huisman (directeur van de Muntschouwburg) en Charles Hens (organist).

## Publicaties
- Le rôle unificateur de l'organiste, Leuven, 1921.
- Het orgel in Tongerlo, Tongerlo, 1933.
- Origine et lecture des neumes primitifs, Leuven, z.d. [1]
- Gregoriaanse gezangen voor de H. Mis en het lof, zangboekje, Leuven, z.d.

## Componist
- Liederen, op teksten van Guido Gezelle, L. Lambrechts.
- Cyclus Liturgies intimes, op tekst van Paul Verlaine.
- Kinderliederen op Sneeuwwitje en Assepoester.
- Kampliederen.
- Lied voor klarinet en piano.
- Divertimento voor hobo en piano.
- Ballade voor fluit en klavier.
- Adagio voor Engelse hoorn en piano.
- Lied aan O.L.Vrouw van VII Weeën, voor koor.
- Requiem, voor koor.
- Domine Deus, voor koor.
- Feestmuziek, bij de eerste steenlegging van de herbouwde universiteitsbibliotheek (1921).
- Verder: orgelwerk, kerkmuziek, koormuziek, motetten.

## Voetnoot
1. ↑   zie: Neume

- Biblioteca Nacional de España: XX5310760
- Digitale Bibliotheek voor de Nederlandse Letteren: krep002
- Gemeinsame Normdatei: 1119338948
- International Standard Name Identifier: 0000 0003 8721 6324
- MusicBrainz: 80f8e059-34b8-45bf-bdd9-e6822d80033e
- Nederlandse Thesaurus van Auteursnamen: 072646926
- Virtual International Authority File: 280104169
- WorldCat: E39PBJrgGHKmHGcKppHdq4HjYP